# پیز تسوتا
پیز تسوتا (به لاتین: Piz Tschütta) یک کوه در سوئیس است که در کانتون گراوبوندن واقع شده‌است. پیز تسوتا ۳٬۲۵۴ متر بالاتر از سطح دریا واقع شده‌است.